# Cybill Shepherd
Cybill Shepherd (Memphis, 18 febbraio 1950) è un'attrice ed ex modella statunitense, candidata quattro volte agli Emmy Award e vincitrice di tre Golden Globe.

## Biografia

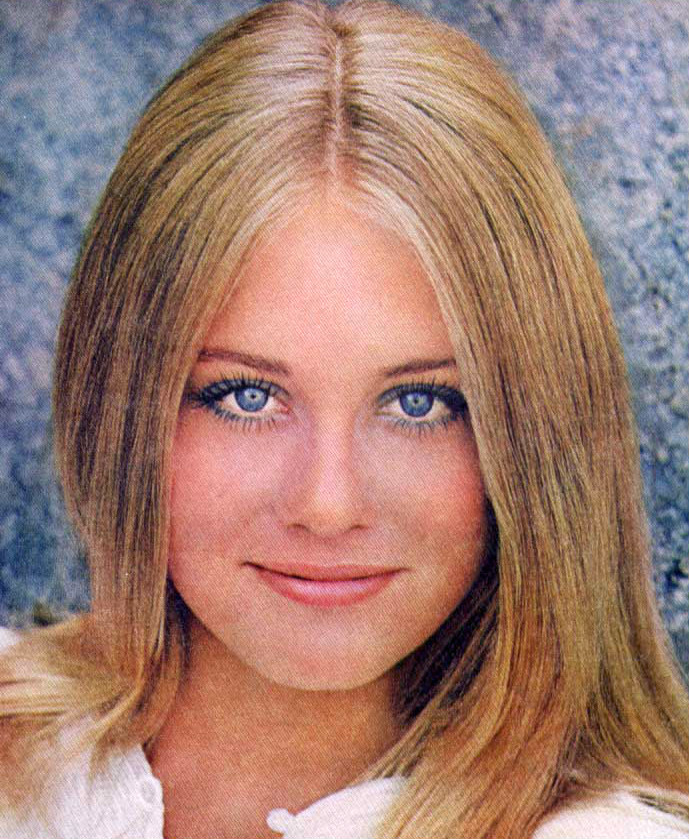
Cybill Shepherd nel 1970

Ex modella e reginetta di bellezza (Miss Teenage Memphis 1966). Dopo un provino a 21 anni per un ruolo in ...E dopo le uccido (1971) di Roger Vadim, debuttò nel cinema in L'ultimo spettacolo (1971) di Peter Bogdanovich. Partecipò poi a film come Daisy Miller (1974), diretta ancora da Bogdanovich, Taxi Driver (1976) di Martin Scorsese, che la consacrò come sex symbol, Il mistero della signora scomparsa (1979) di Anthony Page, rifacimento di un classico di Alfred Hitchcock, accanto ad Angela Lansbury ed Elliott Gould.
L'occasione giunse nel 1985 dalla televisione quando, accanto ad un giovane Bruce Willis, apparve in una delle serie più amate dal pubblico americano e internazionale degli anni ottanta, vestendo i panni di Miss Madelyn Hayes in Moonlighting che le valsero due Golden Globe come miglior attrice in un serial TV e una candidatura agli Emmy Award.
Nel 1989 girò accanto a Ryan O'Neal la commedia Uno strano caso di Emile Ardolino e l'anno successivo venne nuovamente diretta da Peter Bogdanovich in Texasville.

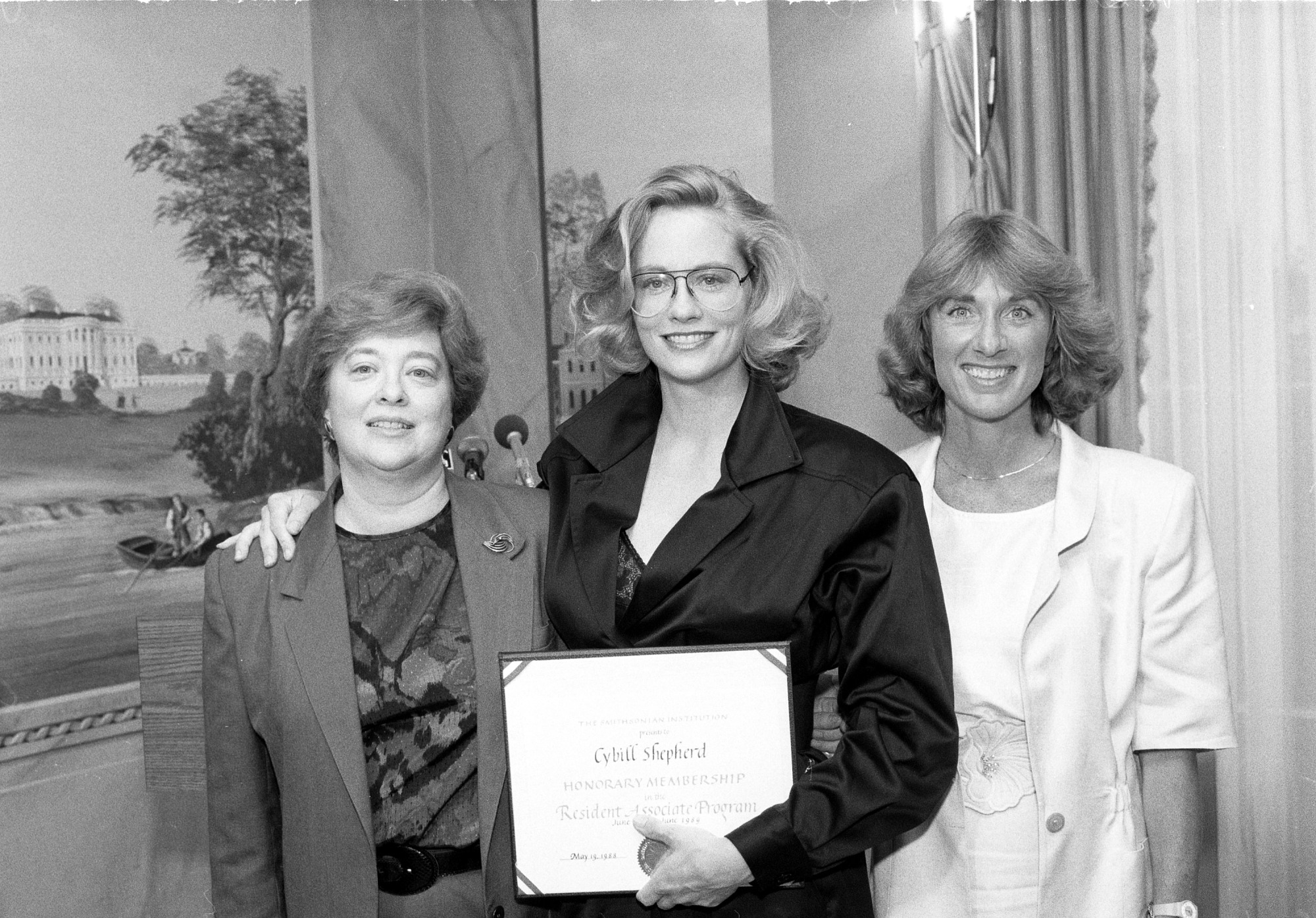
Cybill Shepherd nel 1988

Negli anni successivi prese parte a Sette criminali e un bassotto (1992) di Eugene Levy, Alice (1990) di Woody Allen e i camei in La dea del successo (1999) di Albert Brooks, accanto a Sharon Stone, ed Erin Brockovich - Forte come la verità (2000) di Steven Soderbergh, con Julia Roberts. Fu tuttavia ancora una volta la televisione a tributarle un nuovo trionfo: la sua interpretazione autobiografica e autoironica di una star sulla cinquantina in cerca di riscatto in Cybill le permise infatti la conquista di un terzo Golden Globe (1995). Negli anni duemila le sue apparizioni cinematografiche si diradarono ancor di più, ma nel 2014 fu diretta ancora una volta da Bogdanovich nel film Tutto può accadere a Broadway.

## Vita privata
Si è sposata due volte: prima dal 1978 al 1982 con l'intrattenitore David M. Ford da cui è nata l'attrice Clementine Ford (1979) e poi dal 1987 al 1990 con il chiropratico Bruce Oppenheim da cui ha avuto due figli gemelli, Ariel e Zachariah.

## Filmografia

### Cinema
- L'ultimo spettacolo (The Last Picture Show), regia di Peter Bogdanovich (1971)
- Il rompicuori (The Heartbreak Kid), regia di Elaine May (1972)
- Daisy Miller, regia di Peter Bogdanovich (1974)
- Finalmente arrivò l'amore (At Long Last Love) regia di Peter Bogdanovich (1975)
- Taxi Driver, regia di Martin Scorsese (1976)
- Rapina... mittente sconosciuto (Special Delivery), regia di Paul Wendkos (1976)
- Uomini d'argento (Silver Bears), regia di Ivan Passer (1977)
- Il mistero della signora scomparsa (The Lady Vanishes), regia di Anthony Page (1979)
- Americathon, regia di Neal Israel (1979)
- Incontri stellari (The Return), regia di Greydon Clark (1980)
- Uno strano caso (Chances Are), regia di Emile Ardolino (1989)
- Texasville, regia di Peter Bogdanovich (1990)
- Alice, regia di Woody Allen (1990)
- Di coppia in coppia (Married to It), regia di Arthur Hiller (1991)
- Sette criminali e un bassotto (Once Upon a Crime), regia di Eugene Levy (1992)
- Conseguenze pericolose (The Last Word), regia di Tony Spiridakis (1995)
- La dea del successo (The Muse), regia di Albert Brooks (1999)
- Marine Life, regia di Anne Wheeler (2000)
- Open Window, regia di Mia Goldman (2005)
- Hard Luck - Uno strano scherzo del destino (Hard Luck), regia di Mario Van Peebles (2006)
- Barry Munday, regia di Chris D'Arienzo (2010)
- L'alba di un vecchio giorno (Another Harvest Moon), regia di Greg Swartz (2010)
- Ascolta il tuo cuore (Listen to Your Heart), regia di Matt Thompson (2010)
- Expecting Mary, regia di Dan Gordon (2010)
- Kelly & Cal, regia di Jen McGowan (2014)
- Tutto può accadere a Broadway (She's Funny That Way), regia di Peter Bogdanovich (2014)
- Do You Believe?, regia di Jon Gunn (2015)
- Being Rose, regia di Rod McCall (2017)
- Love Is Love Is Love, regia di Eleanor Coppola (2020)

### Televisione
- A Guide for the Married Woman, regia di Hy Averback – film TV (1978)
- Fantasilandia (Fantasy Island) – serie TV, episodio 6x15 (1983)
- Yellow Rose (The Yellow Rose) – serie TV, 22 episodi (1983-1984)
- Masquerade – serie TV, episodio 1x01 (1984)
- Il segreto di un uomo sposato (Secrets of a Married Man), regia di William A. Graham – film TV (1984)
- Seduced, regia di Jerrold Freedman – film TV (1985)
- The Long Hot Summer, regia di Stuart Cooper – film TV (1985)
- Moonlighting – serie TV, 66 episodi (1985-1989)
- Which Way Home, regia di Carl Schultz – film TV (1991)
- Memphis, regia di Yves Simoneau – film TV (1992)
- Stormy Weathers, regia di Will Mackenzie – film TV (1992)
- Telling Secrets, regia di Marvin J. Chomsky – film TV (1993)
- Quel bambino è mio! (There Was a Little Boy), regia di Mimi Leder – film TV (1993)
- Un figlio in cambio (Baby Brokers), regia di Mimi Leder – film TV (1994)
- Conosci l'uomo nero? (While Justice Sleeps), regia di Ivan Passer – film TV (1994)
- Seduzione omicida (Contract for Murder), regia di Marvin J. Chomsky – film TV (1994)
- Cybill – serie TV, 87 episodi (1995-1998)
- I viaggi del cuore (Journey of the Heart), regia di Karen Arthur – film TV (1996)
- L'eredità di Michael (Due East), regia di Helen Shaver – film TV (2002)
- 8 semplici regole (8 Simple Rules) – serie TV, 2 episodi (2003)
- Martha Inc.: The Story of Martha Stewart, regia di Jason Ensler – film TV (2003)
- I'm with Her – serie TV, 2 episodi (2004)
- Martha: Behind Bars, regia di Eric Bross – film TV (2005)
- Detective, regia di David S. Cass Sr. – film TV (2005)
- The L Word – serie TV, 19 episodi (2007-2009)
- Criminal Minds – serie TV, episodio 4x14 (2008)
- Psych – serie TV, 5 episodi (2008-2013)
- Samantha chi? (Samantha Who?) – serie TV, episodio 2x01 (2008)
- Eastwick – serie TV, 5 episodi (2009-2010)
- High Noon, regia di Peter Markle – film TV (2009)
- Ritorno al college (Mrs Washington goes to Smith), regia di Armand Mastroianni – film TV (2009)
- Drop Dead Diva – serie TV, episodio 2x08 (2010)
- $#*! My Dad Says – serie TV, episodio 1x09 (2010)
- No Ordinary Family – serie TV, episodio 1x06 (2010)
- La lista dei clienti (The Client List), regia di Eric Laneuville – film TV (2010)
- The Client List - Clienti speciali – serie TV, 25 episodi (2012-2013)
- Hot in Cleveland – serie TV, episodio 3x23 (2012)
- Franklin & Bash – serie TV, episodio 2x03 (2012)
- Law & Order - Unità vittime speciali (Law & Order: Special Victims Unit) – serie TV, episodio 15x03 (2013)
- Guilty Party – serie TV, episodio 1x09 (2021)
- How to Murder Your Husband: The Nancy Brophy Story, regia di Stephen Tolkin – film TV (2023)

## Pubblicità
- National Airlines, spot commerciale (1971)
- L'Oreal Paris, spot commerciale (1990-1995)
- Mercedes Benz, spot commerciale (1997)

## Riconoscimenti
- Emmy Award
  - 1986 – Candidatura alla miglior attrice protagonista in una serie drammatica per Moonlighting
  - 1995 – Candidatura alla miglior attrice protagonista in una serie drammatica per Moonlighting protagonista in una serie comica per Cybill
  - 1997 – Candidatura alla miglior attrice protagonista in una serie drammatica per Moonlighting
- Golden Globe
  - 1971 – Candidatura alla miglior attrice promettente per The Last Picture Show
  - 1985 – Migliore attrice in una serie TV, commedia / musical per Moonlighting
  - 1986 – Migliore attrice in una serie TV, commedia / musical per Moonlighting
  - 1987 – Candudatura alla migliore attrice in una serie TV, commedia / musical per Moonlighting
  - 1995 – Migliore attrice in una serie TV, commedia / musical per Cybill
  - 1996 – Candidatura alla migliore attrice in una serie TV, commedia / musical per Cybill
- Fangoria Chainsaw Awards
  - 1997 – Candidatura alla miglior attrice in una serie TV per Cybill

## Doppiatrici italiane
Nelle versioni in italiano delle opere in cui ha recitato, Cybill Shepherd è stata doppiata da:
- Melina Martello ne Il rompicuori, Moonlighting, Conosci l'uomo nero?, Io sto con lei, Ascolta il tuo cuore, Tutto può accadere a Broadway
- Maria Pia Di Meo in Conseguenze pericolose, Il mistero della signora scomparsa, Uno strano caso
- Aurora Cancian in Criminal Minds, Psych
- Maria Pia Monicelli in Finalmente arrivò l'amore (parti cantate)
- Micaela Esdra in Taxi driver
- Rossella Izzo in Yellow Rose
- Paila Pavese in Texasville
- Ludovica Modugno in Alice
- Isabella Pasanisi in Di coppia in coppia
- Daniela Nobili ne I viaggi del cuore
- Rita Baldini in Daisy Miller (doppiaggio tardivo)
- Eleonora De Angelis ne L'ultimo spettacolo (ridoppiaggio 1999)
- Angiola Baggi in Open Window
- Alessandra Korompay in Hard Luck - Uno strano scherzo del destino
- Gilberta Crispino ne L'alba di un vecchio giorno
- Vittoria Febbi ne La lista dei clienti
- Anna Rita Pasanisi in The Client List - Clienti speciali
- Laura Boccanera in Law & Order - Unità vittime speciali